# Rocca Grimalda
Rocca Grimalda là một đô thị thuộc tỉnh Alessandria, vùng Piedmont, Ý.
Dân số thời điểm ngày 31 tháng 12 năm 2006 là 1474 người.